# Thamnolia vermicularis
Espèce
Thamnolia vermicularis est une espèce de lichen du genre Thamnolia et de la famille des Icmadophilaceae.

## Variantes et sous-espèces
- Thamnolia vermicularis var. gracilis
- Thamnolia vermicularis var. minor
- Thamnolia vermicularis var. qomolangmana
- Thamnolia vermicularis var. rosea
- Thamnolia vermicularis var. roseorugosa
- Thamnolia vermicularis var. rugosoides
- Thamnolia vermicularis var. vermicularis
- Thamnolia vermicularis ssp. siphuloides
- Thamnolia vermicularis ssp. solida
- Thamnolia vermicularis ssp. subuliformis

## Utilisations

### Thérapeutique
Sous le nom de 雪茶 (xuěchá) cette espèce est utilisée en médecine traditionnelle chinoise.